# Family Matters
Family Matters és una comèdia de situació dels EUA sobre una família afroamericana de classe mitjana que viu a Chicago. Sorgida com a sèrie derivada de Perfect Strangers, en la que el personatge de Harriete Winslow feia d'ascensorista a l'edifici del diari on treballaven els protagonistes.
S'emeté a l'ABC des del 22 de setembre de 1989 fins al 9 de maig de 1997 i després es traslladà a la CBS, on s'emeté des del 1997 fins al 1998.
En un principi estigué orientada a situacions de la família amb un possible missatge moral al final del capítol, però amb el sorgiment del personatge de Steve Urkel, la sèrie es va redirigir a la comèdia absurda, plena de colps i diàlegs absurds, arribant a introduir a més a més situacions al voltant de la ciència-ficció sense perdre, tanmateix, el missatge moral a la història com es va pretendre des del començament.
La producció obtingué un gran èxit en el seu país d'origen, arribant a emetre's durant nou anys amb més de 200 episodis (215).
Als Estats Units els episodis van aconseguir molta audiència, arribant així a superar els 10.000.000 de persones veient la sèrie.
Al País Valencià la sèrie es va emetre a Canal 9 en castellà a l'estiu del 2003.

## Personatges
- Steve Urkel (Jaleel White): Veí dels Winslow, a qui visita constantment. Molt sapastre, però intel·ligent en fer molts experiments. Enamorat eternament de Laura, encara que va sortir amb Myra durant un temps.
- Carl Winslow (Reginald Vel Johnson): Pare de la família Winslow. Policia que més endavant va ascendir a tinent. No soporta les visites de Steve, encara que en el fons li té molta estima.
- Harriette Winslow (Jo Marie Payton les temporades 1-8, Judyann Elder la 9): Mare de la familia Winslow, dedicada als seus fills, també treballa fora de casa.
- Eddie Winslow (Darius McCrary): Fill major de Carl i Harriette. Més interessat en els esports i en les xiques que en els estudis.
- Laura Winslow (Kellie Shanygne Williams): Filla major dels Winslow. La seua major preocupació és llevar-se Steve de damunt. S'enamora de Steffan, l'alter-ego de Steve.
- Judy Winslow (Jaimee Foxworth, temporades 1-4): Filla petita dels Winslow. Personatge molt secundari que desapareix de la sèrie sense donar-ne cap explicació.
- Estelle "Mare" Winslow (Rosetta LeNoire): Mare de Carl. A la temporada 4 es casa amb Fletcher, i les seues aparicions comencen a ser més esporàdiques.
- Rachel Crawford (Telma Hopkins, temporades 1-4 i 6-9): Germana de Harriette, sense marit i mare de Richie. És cambrera en el seu propi restaurant, que desapareix de la sèrie, i que apareix en pocs episodis.
- Richie Crawford (Bryton McClure): Fill de Rachel. Viu amb els seus oncles. En les últimes temporades quasi no apareix.
- 3J (Orlando Brown, temporades 7-9): Xiquet que adopta la família Winslow en les últimes temporades.
- Myra Monkhouse(Michelle Thomas, temporades 4-9): Novia de Steve. Tot i que ell no la correspon, ella n'està bojament enamorada.
- Waldo Geraldo Faldo(Shawn Harrison, temporades 2-8): Millor amic d'Eddie. No és gaire intel·ligent, però és molt bon cuiner. Ix amb Maxine, la millor amiga de Laura, fins que se'n va de la ciutat.
- Maxime Johnson(Cherie Johnson, temporades 2-9): Millor amiga de Laura, amb el temps es fa novia de Waldo.

## Episodis
| Temporada          | Episodis | TV original |
| ------------------ | -------- | ----------- |
| Primera temporada  | 22       | 1989 – 1990 |
| Segona temporada   | 25       | 1990 – 1991 |
| Tercera temporada  | 25       | 1991 – 1992 |
| Quarta temporada   | 24       | 1992 – 1993 |
| Cinquena temporada | 24       | 1993 – 1994 |
| Sisena temporada   | 25       | 1994 – 1995 |
| Setena temporada   | 24       | 1995 – 1996 |
| Vuitena temporada  | 24       | 1996 – 1997 |
| Novena temporada   | 22       | 1997 – 1998 |

### Temporada 1
1. The mama who came to dinner
2. Two-Income Family
3. Short Story
4. Rachel's First Date
5. Straight A's
6. Basketball blues
7. Body damage
8. Mr. Badwrench
9. Stake Out
10. False arrest
11. The Quilt
12. Laura's First Date
13. Man's Best Friend
14. Baker's Dozens
15. The Big Reunion
16. The Party
17. The Big Fix
18. Sitting Pretty
19. In a Jam
20. The Candidate
21. Bowl Me Over
22. Rock Video

### Temporada 2
1. Rachel's Place
2. Torn Between Two Lovers
3. Marriage 101
4. Flashpants
5. The Crash Course
6. Boxcar Blues
7. Dog Day Halloween
8. Cousin Urkel
9. Dedicated to the One I Love
10. The Science Project
11. Requiem for Urkel
12. Fast Eddie Winslow
13. Have Yourself a Merry Winslow Christmas
14. Ice Station Winslow
15. Son
16. Do the Right Thing
17. High Hopes
18. Life of the Party
19. Busted
20. Fight the Good Fight
21. Taking Credit
22. Finding the Words
23. Skip to my Lieu
24. The Good, the Bad and the Urkel
25. I Should Have Done Something

### Temporada 3
1. Boom!
2. Brains Over Brawn
3. The Show Must Go On
4. Words Hurt
5. Daddy's Little Girl
6. Citzien's Court
7. Robo-Nerd
8. Making the Team
9. Born to Be Mild
10. The Love God
11. Old and Alone
12. A Pair of Ladies
13. Choir Trouble
14. A Test of Friendship
15. Jailhouse Blues
16. Brown Bombshell
17. Food, Lies and Videotape
18. My Broked-Hearted Valentine
19. Woman of the People
20. Love and Kisses
21. Stop in the Name of Love
22. The Urkel Who Came to Dinner
23. Robo-Nerd II
24. Dudes
25. Farewell, My Laura

### Temporada 4
1. Surely, You Joust
2. Dance to the Music
3. Driving Carl Crazy
4. Rumor Has It
5. Number One With a Bullet
6. Who's Kid is it Anyway?
7. An Officer and a Waldo
8. Just One Date
9. The Oddest Couple
10. It's Beggining to Look a Lot Like Urkel
11. Muskrat Love
12. Hot Wheels
13. The Way the Ball Bounces
14. A Thought in the Dark
15. Tender Kisses
16. Heart Strings
17. It's a Mad, Mad, Madhouse
18. Higher Anxiety
19. Mama's Wedding
20. Pulling teeth
21. Walk on the Wild Side
22. Hot Stuff
23. Stormy Weather
24. Buds 'n 'Buns

### Temporada 5
1. Hell Toupee
2. It Didn't Happen One Night
3. Saved By the Urkel
4. A Matter of Principle
5. Money Out the Window
6. Best Friends
7. Grandmama
8. Dr. Urkel and Mr. Cool
9. Car Wars
10. All the Wrong Moves
11. Christmas is Where the Heart Is
12. Scenes From a Mall
13. Rock Enroll
14. Like a Virgin
15. Good Cop, Bad Cop
16. Presumed Urkel
17. Father of the Bride
18. Psycho Twins
19. That's What Friends Are For
20. Opposites Attract
21. A-Campin We Will Go
22. Nunsense
23. Aunt Oona
24. Stefan Returns

### Temporada 6
1. To Be or Not to Be (Part 1)
2. To Be or Not to Be (Part 1)
3. Till Death Do Us Apartment
4. The Looney Bin
5. Beta Chi Guy
6. A Dark and Stormy Night
7. Par for the Course
8. Sink or Swim
9. Paradise Bluff
10. Flying Blind
11. Miracle on Elm Street
12. Midterm Crisis
13. An Unlikely Match
14. The Substitute Son
15. The Gun
16. Wedding Bell Blues
17. Ain't Nothing But an Urkel
18. My Uncle, the Hero
19. My Bodyguard
20. Cheers Looking at You, Kid
21. What's Up, Doc?
22. We're Going to Disneyworld (Part 1)
23. We're Going to Disneyworld (Part 1)
24. They Soot Urkels, Don't They?
25. Home Sweet Home

### Temporada 7
1. Little Big Guy
2. The Naked and the Nerdy
3. Bugged
4. Teacher's Pet
5. Walking My Way Back Home
6. She's Back
7. Hot Rods to Heck
8. Talk's Cheap
9. Struck by Lightning
10. Best Years of Our Lives
11. Fa La La La Laagghh!
12. Friendship Cycles
13. South of the Border
14. Life in the Fast Lane
15. Random Acts of Science
16. Tips for a Better Life
17. Swine Lake
18. My Big Brother
19. Eau de Love
20. Twinkle Toes Faldo
21. Scammed
22. Dream Date
23. A Ham is Born
24. Send in the Clones

### Temporada 8
1. Paris Vacation (Part 1)
2. Paris Vacation (Part 2)
3. Paris Vacation (Part 3)
4. Movin' On
5. 3J in the House
6. Getting Buff
7. Stevil
8. Karate Kids
9. Home Again
10. Nightmare at Urkel Oaks
11. Chick-a-Boom
12. The Jury
13. It Came Upon a Midnight Clear
14. Revenge of the Nerd
15. Love Triangles
16. Father Time
17. Beauty and the Beast
18. Le Jour d'amour
19. What Do You Know?
20. Odd Man In
21. Flirting With Disaster
22. Pound Foolish
23. The Brother Who Came to Dinner
24. A Pirate's Life For Me

### Temporada 9
1. Out With the Old
2. They Shoot Ducks, Don't They
3. Dumb Belle of the Ball
4. Drinking and Jiving
5. Who's Afraid of the Big Black Book?
6. A Mind is a Terrible Thing to Read
7. Stevil II: This Time He's Not Alone
8. Trading Places
9. A Pain in Harassment
10. Original Gangster Dawg
11. Deck the Malls
12. Grill of My Dreams
13. Breaking Up is Hard to Do
14. Crazy For You (Part 1)
15. Crazy For You (Part 2)
16. Whose Man is it Anyway?
17. Polkapalooza
18. Throw Urkel From The Train
19. Don't Make Me Over
20. Pop Goes the Question
21. Lost in Space (Part 1)
22. Lost in Space (Part 2)